# Cơn mưa
Cơn Mưa (tiếng Anh: The Rain) là loạt phim truyền hình trực tuyến của Đan Mạch do Jannik Tai Mosholt, Esben Toft Jacobsen và Christian Potalivo sản xuất. Phim được công chiếu trên Netflix vào ngày 4 tháng 5 năm 2018. Bộ phim có sự tham gia của Alba August, Lucas Lynggaard Tønnesen, Mikkel Følsgaard, Lukas Løkken, Jessica Dinnage, Sonny Lindberg và Angela Bundalovic cùng với Lars Simonsen , Bertil De Lorenhmad, Evin Ahmad và Johannes Bah Kuhnke trong các vai định kỳ. Hai người sau này trở thành nhân vật chính trong mùa thứ hai.
Vào ngày 30 tháng 5 năm 2018, Netflix đã làm mới The Rain mùa thứ hai, được phát hành vào ngày 17 tháng 5 năm 2019, với 6 tập. Vào tháng 6 năm 2019, đã có xác nhận rằng bộ truyện đã được gia hạn cho phần thứ ba và phần cuối cùng, được phát hành vào ngày 6 tháng 8 năm 2020.
Vào ngày 30 tháng 5 năm 2018, Netflix đã sản xuất The Rain mùa thứ hai, được công chiếu vào ngày 17 tháng 5 năm 2019, gồm 6 tập. Vào tháng 6 năm 2019, đã có thông tin xác nhận rằng bộ phim đã được gia hạn cho phần thứ ba và là phần cuối cùng và sẽ được phát hành vào ngày 6 tháng 8 năm 2020.

## Nội dung
Một cơn mưa kì lạ mang theo virus đã quét sạch gần như toàn bộ con người ở Scandinavia, hai chị em người Đan Mạch là Simone và Rasmus đã được bố đưa đến trú ẩn trong một boongke. Sáu năm sau, hai chị em quyết định rời khỏi nơi trú ẩn để tìm kiếm cha của họ, một nhà khoa học đã bỏ họ lại trong boongke nhưng không bao giờ trở lại trong 6 năm qua. Trên đường đi, họ tham gia vào nhóm những người trẻ sống sót sau thảm họa và cùng nhau đi khắp Đan Mạch và Thụy Điển để tìm kiếm một nơi an toàn và tìm kiếm bố của hai chị em, người duy nhất có thể chữa trị virus.

## Diễn viên

### Chính
- Alba August vai Simone Andersen
- Lucas Lynggaard Tønnesen vai Rasmus Andersen
- Mikkel Følsgaard vai Martin
- Lukas Løkken vai Patrick
- Jessica Dinnage vai Lea (mùa 1–2)
- Sonny Lindberg vai Jean
- Angela Bundalovic vai Beatrice (mùa 1)
- Natalie Madueño vai Fie (mùa 2–3)
- Clara Rosager vai Sarah (mùa 2–3)
- Evin Ahmad vai Kira (mùa 2–3)
- Johannes Bah Kuhnke vai Sten (định kỳ, mùa 1; vai chính, mùa 2–3)
- Rex Leonard vai Daniel (mùa 3)

### Phụ
- Lars Simonsen vai Dr. Frederik Andersen, Simone và bố của Rasmus (mùa 1–2)
- Jacob Luhmann vai Thomas, Apollon (mùa 1–2)
- Iben Hjejle vai Ellen Andersen, Simone và mẹ của Rasmus (mùa 1)
- Bertil De Lorenzi vai Rasmus khi còn trẻ (mùa 1–2)
- Anders Juul vai Jakob, anh trai của Sarah (mùa 2)
- Cecilia Loffredo vai Luna (mùa 3)